# Rimessa dalla linea laterale

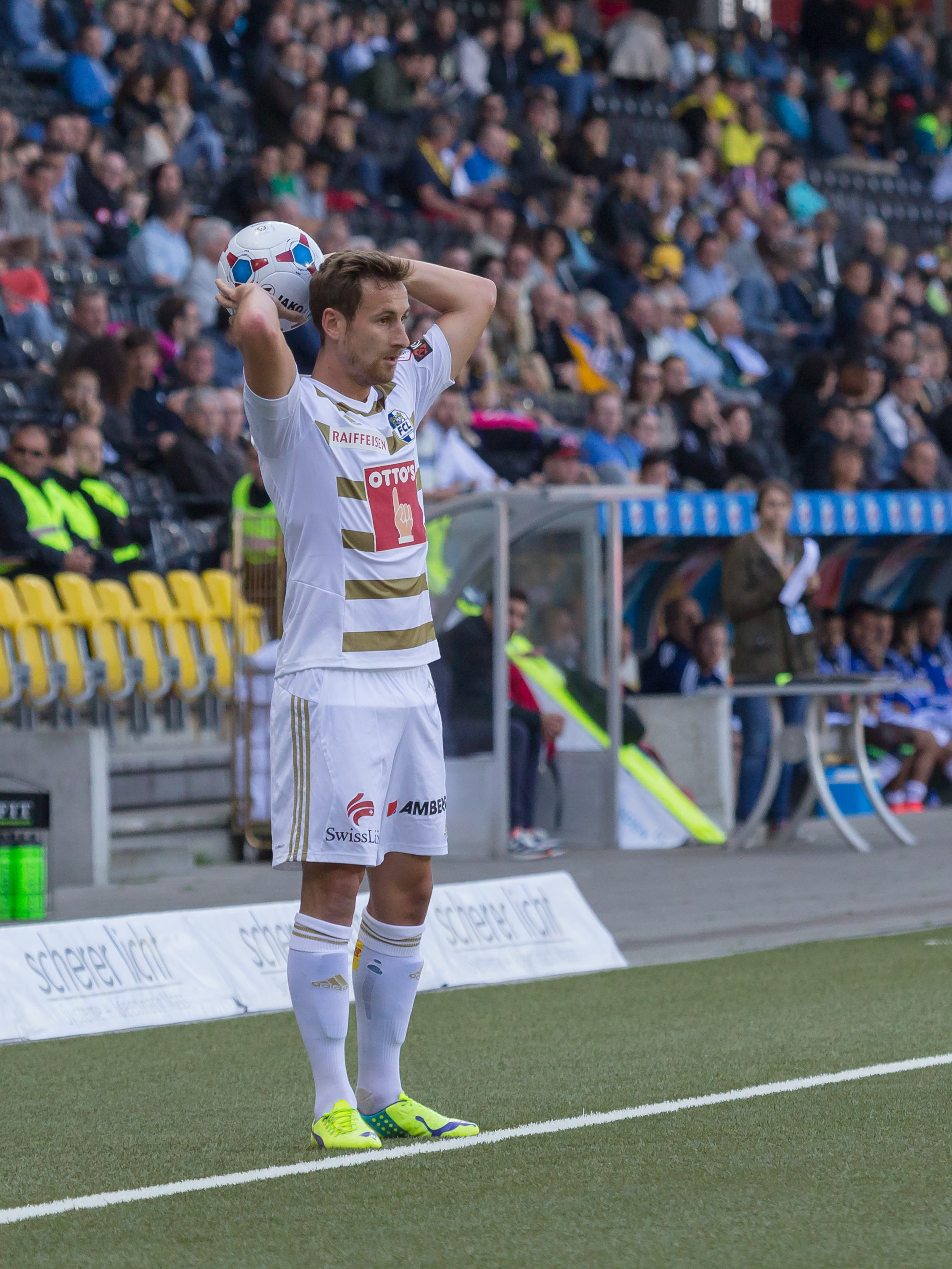
Jérôme Thiesson esegue una corretta rimessa in gioco: pallone portato con entrambe le mani dietro la nuca, corpo rivolto verso il campo, e piedi all'esterno della linea laterale.

Nel gioco del calcio, una rimessa laterale viene assegnata alla squadra avversaria del calciatore che per ultimo ha toccato il pallone prima che questo abbia interamente superato la linea laterale, sia a terra sia in aria. Essa è disciplinata dal punto 15 del regolamento.

## Esecuzione
Il pallone deve essere lanciato verso il terreno di gioco da un calciatore della squadra avversaria a quella cui appartiene il calciatore che per ultimo ha toccato il pallone prima che questo uscisse dal terreno di gioco.
Il pallone deve essere tenuto da entrambe le mani di colui che esegue la rimessa, deve essere portato dietro la nuca e al di sopra della testa, e deve essere lanciato facendo fronte al terreno di gioco. Durante l'esecuzione, il giocatore che lancia il pallone deve avere i piedi almeno parzialmente posti sulla linea laterale, o all'esterno di essa. La rimessa deve essere eseguita dal punto in cui il pallone è uscito dal terreno di gioco; inoltre, tutti i calciatori avversari devono stare ad almeno 2 metri dal punto di esecuzione della rimessa, fino a quando il pallone non sarà in gioco.
Il pallone è in gioco nell'istante in cui, stante ancora in aria, entra sul terreno di gioco, fermo restando che la rimessa sia stata effettuata correttamente.

## Infrazioni e sanzioni
Dopo l'esecuzione della rimessa dalla linea laterale, il calciatore che l'ha effettuata non deve toccare nuovamente il pallone prima che questo venga toccato da qualsiasi altro calciatore: se ciò accade, sarà assegnato un calcio di punizione indiretto alla squadra avversaria dal punto in cui è avvenuta l'infrazione. Se il secondo contatto avviene con le mani, l'arbitro punirà l'infrazione più grave, assegnando un calcio di punizione diretto alla squadra avversaria. Se la rimessa dalla linea laterale è stata eseguita dal portiere, un calcio di punizione indiretto sarà accordato anche se il secondo tocco avvenisse con le mani, purché unicamente all'interno della propria area di rigore.
Se il calciatore che esegue la rimessa laterale viene involontariamente disturbato da uno degli assistenti ufficiali dell'arbitro, o il pallone non ricade direttamente sul terreno di gioco dopo che la rimessa laterale è stata eseguita conformemente alla procedura, la rimessa dalla linea laterale sarà ripetuta, dalla stessa posizione, dalla stessa squadra che l'aveva appena eseguita.
Per qualsiasi altra infrazione alla procedura della rimessa laterale, la rimessa sarà eseguita da un calciatore della squadra avversaria.

## Altre caratteristiche
Un calciatore in posizione di fuorigioco non commette infrazione se riceve il pallone, da un compagno di squadra, direttamente su rimessa dalla linea laterale.
Un portiere non può toccare con le mani il pallone lanciato verso di lui da un compagno di squadra su rimessa dalla linea laterale, pena un calcio di punizione indiretto in favore della squadra avversaria nel punto in cui ha toccato il pallone con le mani, sempre che ciò avvenga nell'area di rigore del portiere.
Se a seguito di una rimessa dalla linea laterale il pallone entra direttamente nella porta avversaria, la rete sarà annullata, e il gioco riprenderà con un calcio di rinvio per la squadra avversaria. Se entra direttamente nella propria porta, sarà concesso un calcio d'angolo alla squadra avversaria, fermo restando l'annullamento dell'autorete.
Se una rimessa dalla linea laterale è eseguita in modo scorretto e il pallone finisce direttamente verso un avversario, il gioco non può proseguire per il vantaggio, ma la rimessa deve essere ripetuta da un calciatore della squadra avversaria.
A livello sperimentale, soprattutto in competizioni non ufficiali, è stato possibile eseguire la rimessa laterale anche calciando il pallone con i piedi anziché lanciandolo con le mani. L'idea fu proposta anche dalla FIFA per un'eventuale introduzione nel regolamento, non ancora avvenuta agli anni 2020.